# Deng Pufang
Deng Pufang (chinois simplifié : 邓朴方 ; chinois traditionnel : 鄧樸方 ; pinyin : Dèng Pǔfāng) (né le 16 avril 1944 à Zuoquan, Jinzhong, Shanxi) est le premier fils du dirigeant chinois Deng Xiaoping et de Zhuo Lin.
Pendant la révolution culturelle, à la suite d'un accident provoqué par les gardes rouges, il devient paraplégique. Il consacre depuis sa vie à améliorer les droits des personnes handicapées.

## Biographie
En mai 1968, Deng Pufang étudie alors la physique nucléaire dans une université de Pékin où la lutte entre des factions rivales des gardes rouges fait rage. Pris à partie par des gardes rouges, il est enfermé dans son laboratoire pris en otage ou torturé, selon les versions. Puis, il est retrouvé gisant au pied de l'immeuble. Officiellement, il serait tombé par la fenêtre. La majorité des témoignages assurent qu'il a été poussé par des gardes rouges ou qu'il s'est jeté dans le vide pour leur échapper.
Les gardes rouges l’emmènent à l’hôpital, mais le personnel, apprenant qu’il s’agissait du fils du « deuxième plus grand partisan du retour au capitalisme », refuse de le soigner. Il sera alors déposé dans un autre hôpital où il sera pris en charge après plusieurs jours d'attente et de négociation entre sa famille et le personnel médical.
Il consacre alors son existence à la défense des handicapés en Chine. Il assurera à plusieurs reprises la présidence de la fédération chinoise des handicapés.
En 2003, les Nations unies lui décernent leur prix des droits de l'homme des Nations unies.
En 2008, il assure la présidence exécutive du comité d'organisation des Jeux olympiques de Pékin.